# Tephritis stictica
Tephritis stictica är en tvåvingeart som beskrevs av Friedrich Hermann Loew 1862. Tephritis stictica ingår i släktet Tephritis och familjen borrflugor. Inga underarter finns listade i Catalogue of Life.